# كيث أوهالوران
كيث جيمس أوهالوران (بالإنجليزية: Keith James O'Halloran) ، ولد في 10 نوفمبر 1975 ، هو لاعب كرة قدم أيرلندي سابق. بدأ مسيرته مع نادي ميدلزبره عام 1994. بقي معه لمدة ثلاث سنوات، وشارك في أربع مباريات فقط في الدوري. بعد فترات إعارة مع سكونثورب يونايتد وكارديف سيتي، انضم إلى نادي سانت جونستون الاسكتلندي، خاض كيث 71 مباراة، وسجل ثلاثة أهداف. في عام 2000، عاد إلى إنجلترا لينضم إلى سويندون تاون. غادر سويندون في عام 2003 مع 46 مباراة وسجل سبعة أهداف. ثم وقع مع شامروك روفرز وفي الموسمين اللذين قضاهما سجل 4 أهداف في 43 مباراة. ظهر لأول مرة مع روفرز في 19 مارس.